# زرکش (مشهد)
زرکش، روستایی در دهستان طوس بخش مرکزی شهرستان مشهد استان خراسان رضوی ایران است.

## جمعیت
بر پایه سرشماری عمومی نفوس و مسکن در سال ۱۳۹۵ جمعیت این روستا ۵٬۷۸۰ نفر (در ۱٬۶۲۰ خانوار) بوده است.